# Äquinoktiale Stunde

Zifferblatt einer Wand-Sonnenuhr für die gleichzeitige Anzeige temporaler (zwölf Stunden, schwarz) und äquinoktialer (rot, Ziffer am Stunden-Ende) Tages-Stunden
(Zur Tag-Nacht-Gleiche sind beide Stunden-Arten gleich lang.)

Eine äquinoktiale Stunde ist der 24. Teil des aus lichtem Tag und der Nacht bestehenden vollen Tages.
Ihre Länge ist im Gegensatz zur temporalen Stunde nicht mit der Jahreszeit veränderlich, sondern konstant. Die Bemessung des vollen Tages mit gleich langen äquinoktialen Stunden wurde erstmals vor etwa 2400 Jahren in Babylonien benutzt, um astronomische Beobachtungen unabhängig von der Jahreszeit vergleichbar zu machen. Unsere heutige Stunde ist eine äquinoktiale Stunde, die lediglich von ihrer jahreszeitlichen Schwankung und vom kleinen Fehler infolge etwas ungleichmäßiger Erdrotation befreit ist und mit modernen technischen Mitteln (Atomuhr, Satelliten- und VLBI-Astrometrie) realisiert wird.
Mit der temporalen Stunde wurden der lichte Tag und die Nacht, deren Längen sich im Laufe des Jahres stark ändern, in je 12 Stunden unterteilt. Das entsprach der früheren Empfindung und Gepflogenheit, die Nacht nicht mit dem lichten Tag zusammenzufassen.
Der Name äquinoktiale Stunden bezieht sich auf die Tatsache, dass die temporalen Stunden des lichten Tages und die der dunklen Nacht zu den Tagundnachtgleichen (Äquinoktien) gleich lang sind.

## Geschichte
Äquinoktiale Stunden (altgriechisch ὧραι ἰσήμεραι horai isemerai) finden sich, in Unterscheidung zu den ὧραι καιρικαί horai kairikai, den ‚ungleichen‘ Stunden, jedenfalls im antiken Griechenland.
Geminos von Rhodos berichtete von der Feststellung des Pytheas von Massalia, dass die Nachtdauer von der geografischen Breite des jeweiligen Ortes abhängig sei. Aus seinen Erläuterungen wird jedoch nicht ersichtlich, ob er äquale- oder äquinoktiale Stunden meinte. Otto Neugebauer nennt diesen Bericht als ältestes Zeugnis für den Begriff der Stunde (¹ra) als definiertes Zeitmaß.
Der babylonische Kalender kannte keine Unterteilung des Tages in 24 Zeiteinheiten, weshalb altägyptischer Einfluss für dieses System als wahrscheinlich angesehen werden kann. Der Zeitraum ihrer Entstehung kann auf das 4. Jahrhundert v. Chr. datiert werden, da Pytheas von Massalia auf den von Eudoxos von Knidos eingeführten Terminus G¨j perÐodoj verweist.
Die Verwendung der äquinoktialen Stunden ist später bei Hipparchos von Nicäa eine schon vertraute Rechengröße. Im Anhang zu seinem Kommentar zu Aratos von Soloi und Eudoxos von Knidos verwendet er die bekannten 24-Stunden-Kreise und nennt Sterne, deren Aufgänge in bestimmten Jahreszeiten jeweils durch etwa eine äquinoktiale Stunde voneinander getrennt sind.
Mit der Erfindung der Schlaguhr war es erstmals möglich, äquinoktiale Stunden mechanisch abzulesen, ohne astronomische Berechnungen durchführen zu müssen. Eine mechanische Uhr mit Anzeige der vorher gebräuchlichen temporalen Stunden wäre sehr aufwendig, vereinzelt wurde ihre Konstruktion dennoch versucht. Äquinoktiale Stunden sind in Verbindung mit Schlaguhren erstmals 1344 in Padua belegt, 1353 in Genua, 1356 in Bologna. In der Folge kamen Schlaguhren in ganz Europa in Gebrauch.